# Арапска израелска банка
Арапска израелска банка (Ai Bank) (хебр. בנק ערבי ישראלי, арап. البنك العربي الإسرائيلي)) је банка у Израелу основана 1961. године. У власништву је Банке Леуми и опслужује арапско становништво земље..

## Историја
Године 1971, Банка Леуми је купила Арапску израелску банку (основану 1960), која углавном опслужује арапске грађане Израела на северу земље. Аи банка има 35 филијала које се налазе у северном и региону Троугла Израела.
Банка је првенствено фокусирана на пословање са становништвом и има око 470 запослених.
У јануару 2016. године, банка се спојила са Банком Леуми, а њене филијале су постале филијале Банке Леуми.